# Stardew Valley
Stardew Valley je videoigra uloga i simulacije života na farmi iz 2016. godine. Igru je osmislio američki programer Eric "ConcernedApe" Barone.
Nakon smrti djeda, igračev lik naslijedi njegovu farmu u fiktivnom mjestu Stardew Valley (dosl. hrv. Dolina zvjezdane rose). Igra sadrži elemente uzgoja raznih biljaka i životinja, ribarenja, rudarenja, socijalizacije sa stanovnicima obližnjeg naselja, istraživanja okruženja i drugo.
Igra je u veljači 2016. g. izdana za Microsoft Windows, a kroz naredne tri godine slijedile su verzije za druge platforme. Barone je prve četiri i pola godine samostalno razvijao igru, a inspiracija mu je bio serijal videoigara Story of Seasons. Izdavač igre je bio britanski studio Chucklefish do kraja 2018. g., nakon čega tu ulogu preuzima Barone.
Jedna je od najprodavanijih videoigara svih vremena i do 2024. godine prodano je 41 milijun primjeraka.

## Tijek igre
Glavna inspiracija za Stardew Valley bio je serijal igara Story of Seasons (prije zvan Harvest Moon) japanske tvrtke za razvoj igara Marvelous. Na početku igre igrač stvara svog lika koji od djeda nasljeđuje zemljište i malu kuću u naselju Pelican Town u titularnoj dolini Stardew Valley. Kod stvaranja svog lika, igrač odabire jedan od nekoliko tipova zemljišta, svaki od kojih ima jedinstvene značajke, prednosti i nedostatke. Zemljište je na početku igre prekriveno kamenjem, drvećem, panjevima i korovom koje igrač mora očistiti kako bi napravio mjesta za usjeve, građevine i druge gradive elemente.
Igrač se može socijalizirati i graditi odnose s neigračkim likovima (engl. non-player character, NPC) iz naselja. Moguće je stupiti u brak s jednim od dvanaest likova koji će useliti na igračevu farmu i pomagati mu. U braku je moguće začeti dijete ili posvojiti ga u slučaju istospolnog braka.
Uz kultiviranje biljaka i uzgoj životinja, igrač se može baviti ribolovom, kuhanjem, izradom raznih predmeta i istraživanjem proceduralno generiranih špilji koje sadrže neprijateljska stvorenja i mineralne sirovine.
Igra pruža razne zadatke koje igrač može ispuniti za novac ili stvari. Dio priče bavi se restoracijom društvenog centra grada koje se može provesti prikupljanjem više različitih kolekcija materijala ili plaćanjem u antagonističkom trgovačkom lancu JojaMart. Prikupljanjem kolekcija igrač kao nagrade može zaprimiti razne predmete i strojeve, te otključati nedostupne teritorije i igrače mehanike.
Igrač je ograničen internim satom i kalendarom igre te razinama zdravlja i energije. Zdravlje i energija mogu se nadoknaditi spavanjem ili hranom. Neki tipovi hrane daju privremena poboljšanja karakteristikama igrača. Interni kalendar igre sastoji se od 28 dana i četiri mjeseca koji su ujedno i godišnja doba. Vrste biljaka koje se mogu uzgajati ovise o trenutnom godišnjem dobu. To se ograničenje može zaobići kasnije u tijeku igre kada igrač otključa područje tropskog vulkanskog otoka ili staklenik.

## Razvoj igre
Barone je 2011. godine završio studij računarstva na Sveučilištu u Washingtonu, kampus Tacoma, SAD, no nije mogao pronaći posao u struci pa je radio kao poslužitelj u kinu u Seattleu, SAD. Kako bi poboljšao svoje vještine u programiranju i povećao šansu za pronalazak posla u struci, odlučio je stvoriti vlastitu videoigru koja će pokazati i njegove umjetničke vještine. Kako je Barone odrastao u regiji pacifičkog sjeverozapada Sjeverne Amerike, ukomponirao je mnoga obilježja tog područja u igri.
Originalni naziv za igru bio je Sprout Valley (dosl. hrv. Dolina mladica). Igra je započela kao moderna alternativa serijalu Story of Seasons, čiji je Barone bio obožavatelj. Smatrao je da se serijal postupno pogoršavao nakon izlaska igre Harvest Moon: Back to Nature. Kako nije mogao naći zadovoljavajuću zamjenu, započeo je sa stvaranjem vlastite, slične videoigre. Namjeravao je "ispraviti probleme koje je vidio [u Story of Seasons]" i rekao da "nijedna igra u tom serijalu nikad nije sve elemente savršeno spojila".
Inspirirale su ga i druge igre, poput Animal Crossinga, Rune Factoryja, Minecrafta i Terrarije, iz kojih je dodao elemente sklapanja, borbe i zadataka.
Barone je bio jedini programer Stardew Valleyja. Sam je stvorio svu grafiku (pixel art), glazbu, zvučne efekte, priču i dijalog. Glazbu i zvučne efekte stvorio je u programu Reason Studios, a pixel art u programu Paint.NET.

## Vanjske poveznice
- Službena stranica
- Službena wiki-stranica